# Guillermo Ruiz Bonilla
Guillermo Ruiz Bonilla (Tuluá, 15 de noviembre de 1949-Bogotá, 2 de octubre de 2024) fue un psicólogo, escritor, historiador y periodista deportivo colombiano. 

## Biografía
Nació en Tuluá Valle del Cauca. Estudió psicología en la Universidad de La Sabana donde fue vicerrector en un colegio de Medellín.
Su carrera empezó como asistente de presidencia del Club Deportivo Cali bajo de Alex Gorayeb posteriormente en la gerencia deportiva en los clubes América de Cali, Independiente Medellín y la selección de fútbol de Colombia, secretario general de la Dimayor en dos períodos y coordinador deportivo de las selecciones juveniles.
Se desempeñó como gerente general de Mundo fútbol, historiador deportivo en Caracol Radio y profesor de la Universidad Sergio Arboleda. Entre sus publicaciones se destacaron en sus investigaciones deportivas Historia del fútbol profesional colombiano, La historia del gol en Colombia o ABC del fútbol colombiano basado en estadísticas, jugadores notables y hitos del fútbol. Falleció en Bogotá el 2 de octubre de 2024. 